# Kay Fanm
L'organisation haïtienne pour la promotion et la défense des droits des femmes Kay Fanm est un centre d'hébergement, d'accompagnement et de plaidoyer basé à Port-au-Prince en Haïti.       Ses activités se divisent en quatre sphères: l'encadrement et la réhabilitation pour les victimes de violence, la promotion des droits des femmes, la démocratie et les droits des femmes ainsi que la création d'outils pour générer des revenus par et pour les femmes. Il comprend un centre d'hébergement, des bureaux et le centre d'accueil REVIV pour fillettes victimes d'agressions sexuelles. Kay Fanm est également membre fondateur de la Coordination nationale de plaidoyer pour les droits des femmes (CONAP) et du Collectif contre l'impunité.

## Historique
Kay Fanm a été fondée en 1984. Le bâtiment abritant Kay Fanm dans le quartier Turgeau a été partiellement endommagé par le séisme de 2010 à Haïti alors que le bâtiment abritant REVIV dans le quartier Croix-des-prez s'est effondré sur lui-même sans faire de victime. La cofondatrice de Kay Fanm et consultante en droits humains Magalie Marcelin est décédée ce même jour lors d'une réunion à Port-au-Prince,.
Le 26 avril 2011, la directrice de Kay Fanm Yolette Jeanty a reçu des mains de Jay Leno le prix Global Women's Rights Award en présence de la lauréate du Prix Nobel de la paix Aung San Suu Kyi, également récompensée lors du gala.

## Sources
1. ↑  Ce que nous faisons | Droits et démocratie
2. ↑  Nicole Kidman | Stories From Haiti: The Women of Kay Fanm
3. ↑  Gender and Justice in Haiti - YES! Magazine
4. ↑  Le Nouvelliste en Haïti - Magalie Marcelin : LADY
5. ↑  Un Global Women's Rights Award pour la directrice de Kay Fanm, Yolette Andrée Jeanty
6. ↑  Global Womens Rights Award